# گابریل گومز
گابریل انریکه گومز (انگلیسی: Gabriel Enrique Gómez؛ زادهٔ ۲۹ مهٔ ۱۹۸۴) بازیکن فوتبال اهل پاناما است.
از باشگاه‌هایی که در آن بازی کرده‌است می‌توان به باشگاه فوتبال سانتا فه، باشگاه ورزشی اتلتیکو جونیور، فیلادلفیا یونیون و باشگاه فوتبال بلننسس اشاره کرد.
وی همچنین در تیم ملی فوتبال پاناما بازی کرده‌است.